# Ульяновка (Воронежская область)
Ульяновка — село в Воронежской области.
Входит в Борисоглебский городской округ.

## География

### Улицы
- ул. Ворошилова,
- ул. Молодёжная,
- ул. Октябрьская,
- ул. Ольховая,
- ул. Первомайская,
- ул. Свободы,
- ул. Советская.

## Население
| 1859 | 2010 |
| ---- | ---- |
| 455  | ↗664 |

## История
Село основано в конце XVIII века крестьянами, переселенцами из близ лежавшей деревни Никандровка, которой владела генеральская вдова Ульяна Аршеневская. По имени владелицы село и получило свое название .